# Abara
Abara (szlovákul: Oborín) község Szlovákiában, a Kassai kerület Nagymihályi járásában.

## Fekvése
Nagymihálytól 30 km-re délre, Tőketerebestől 26 km-re délkeletre, a Laborc jobb partján fekszik. 1960 óta hozzátartozik Mészpest.

## Története
Abara Árpád-kori település. Nevét 1221-ben említik először, majd 1278-ban „villa Oborin” néven említi oklevél. Lakott helyként csak a 14. század elején szerepel okiratban. Ekkor négy faluból (Alsó-, Felső-, Kis- és Nagyabara) állt. Birtokosai a Martonos, Baksza és Bencze családok voltak. 1411-ből valók az első adatok a falu váráról is. A falu és a vár a 15. században az Ákos nemzetségből származó Upori család birtokában állt. A vár ura 1470-ben az Upori család talán legnevezetesebb tagja, Upori László volt, aki 1461-ben Szapolyai István Felső-Magyarországi főkapitány mellett alkapitányként szolgált. Az 1471-es országgyűlés XXIX. számú törvénycikke – ismeretlen okból – elrendelte a vár (castellum Abara) lerombolását, melyet valószínűleg végre is hajtottak, mivel Abara vára többé nem fordult elő okleveleinkben. A várból még a 20. század elején is jelentős falmaradványok voltak láthatók, sőt a helybéliek elmondása szerint alapfalai még az 1940-es években is jól látszottak.
A település a 15. század második felében már mezőváros, vásártartási joggal.
A 16. században többek között a Dobó, Perényi, Bánffi és Upori családok a település tulajdonosai.
A 17. században a Rákóczi és Lorántffy családok, a 18. században az Aspremontok, a 19. században a Széchenyiek birtoka.
A 18. század végén Vályi András így ír róla: „ABARA. (Tótúl Oborin) tót, és magyar falu Zemplén Vármegyében, lakosai katolikusok, fekszik Ondva víze mellett, Pazditstol egy, és 1/4 mértföldnyire, határja három nyomásbéli, réttyei meglehetősek, legelője elegendő, malma helyben, saját erdeje is van, fája mind épűletre, mind tűzre elég, szabad makkja a’ hízlalásra, piatzozása Nagy Mihályon, és Ujhelyben; só alatt is szekereskednek, ’s kapával is keresik élelmeket, első Osztálybéli.”
Fényes Elek 1851-ben kiadott geográfiai szótárában így ír a faluról: „Abara, magyar falu, Zemplén vgyében, a Latorcza mellett, Deregnyőhöz 1 1/4 mfdnyire; 39 r., 45 g. kath. 772 ref., 9 zsidó lak., ref. anyaszentegyházzal, termékeny róna határral, 624 hold szántófölddel, sok réttel. Ut. p. Velejte.”
Borovszky Samu monográfiasorozatának Zemplén vármegyét tárgyaló része szerint: „Abara, laborczmenti magyar kisközség, 133 házzal és 820 túlnyomó számban ev. ref. vallású lakossal. 1278-ban már szerepel „Villa Oborin” alakban, 1300-ban meg „Terra Abora” alakban említik, a mikor Martonos mester az ura. 1419-ben már több Abarát különböztetnek meg Kis-, Nagy-, Alsó- és Felső-Abara néven. Ebben az időben a Kisabarai Baksza és a Bencze család birtoka. 1470-ben az Uporiak is birtokosok Kisabarán. Volt vára, vagy várkastélya is, melyet 1471-ben Mátyás király leromboltatni rendelt. 1481-ben Abarán a Czékeyeket találjuk, kikre leányági örökösödés útján jutott. Az Uporiak alatt városi kiváltságai voltak, melyeket később elveszített. A 16. század elején az egyik Czékey leány révén Dobó Domonkosé, 1511-ben meg már Buttkai Pétert találjuk nagyobb birtokosául említve, de ugyanakkor Czékey Petronellának, Bánffi Péternek, Eödönffi Imrének, Dobó Zsófiának, Gerendi Lászlónak, Upori Borbálának és Czékey Jánosnak is vannak itt részbirtokaik. 1512-ben Tárczi Miklós itteni birtokát más birtokkal cseréli el. 1524-ben a Buttkaiak még mindig birtokosok, 1548-ban már a Bayor család is felmerül. 1576-ban birtokosai között szerepelnek a Kálnássyak is, 1598-ban Dobó Ferencz. Dobó után a Lórántffyakra és ezekről a Rákóczyakra száll a birtok. 1684-ben Zrínyi Ilona a maga részét elzálogosítja Klobusitzky Ferencznek, míg a többi Rákóczy rész az Aspremont grófi családnak jut, mely még a mult század elején is bírja. Ugyanekkor birtokos itt még a Tárczay család is. Nagyabarának birtokosai a 15. században az Upory és a Nyárasapáthy családok voltak, a 16. században pedig a Kálnássyak. A mult század közepén a Széchenyiek voltak az urai és gróf Széchenyi Jánosnak most is van itt nagyobb birtoka. Alsó-, Felső- és Kis-Abara nevét ma már csak a községnek ilynevű dűlői tartják fenn. A községben levő református templom 1750 körül épült, s 1891-ben megújították. A község, melynek utolsó postája Málcza, távíróállomása Deregnyő és legközelebb eső vasúti állomása Bánócz, Ung vármegye határán fekszik.”
1920 előtt Zemplén vármegye Nagymihályi járásához tartozott. Az első bécsi döntés alapján 1938 és 1944 között ismét Magyarországhoz került, ekkor Ung vármegyébe tagolták. 1945 után újra Csehszlovákia része. 1959–1961 között a falu határában régészeti ásatásokat végeztek, melyek során az újkőkortól a római korig terjedő időszakból származó leleteket találtak. 1966-ban Abarán tartották a csehszlovákiai magyar ifjúsági klubok II. Nyári Ifjúsági Találkozóját.

## Népessége
| Év:            | 1994. | 2004.   | 2014.   | 2024.   |
| -------------- | ----- | ------- | ------- | ------- |
| Emberek száma: | 657   | 710     | 728     | 687     |
| Eltérés:       |       | +8,06 % | +2,53 % | -5,63 % |

| Év:            | 2023. | 2024.   |
| -------------- | ----- | ------- |
| Emberek száma: | 676   | 687     |
| Eltérés:       |       | +1,62 % |

1910-ben 721-en, túlnyomórészt magyar anyanyelvűek lakták.
1991-ben 649 lakosának 83%-a magyar.
2001-ben 700-an lakták, ebből 485 magyar és 198 szlovák.
2011-ben 719 lakosából 413 magyar és 265 szlovák volt.

## Neves személyek
- Itt született 1853-ban Szabó Kálmán fővárosi tanító, Szabó Endre író testvére.
- Itt született 1937. április 2-án Erdélyi Géza református lelkész, építészet- és művészettörténész.
- Itt született 1945. június 8-án Popély Gyula történész, egyetemi tanár, politikus.
- Itt született 1948. július 9-én Alexander Rezeš szlovák közlekedési miniszter, milliárdos.
- Itt szolgált Török Elemér (1930-2006) költő, újságíró, tanító.

## Nevezetességei
- Abara vára maradványai: a falutól északkeletre, a Laborc holtága mellett még kivehetők a vár sáncai. Falai még a 20. század első felében is álltak, azóta széthordták őket.

## Képtár

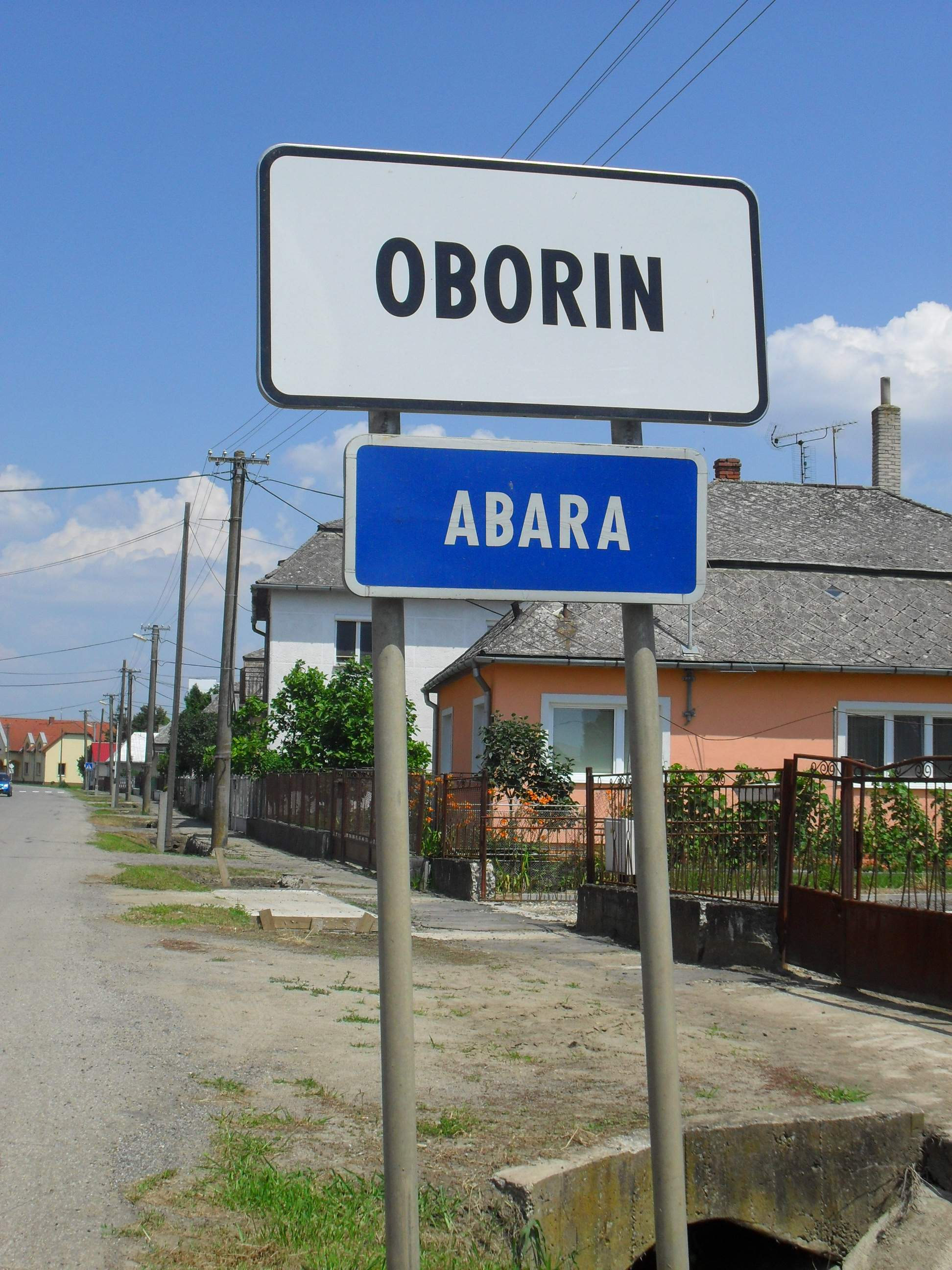
Kétnyelvű helységnévtábla
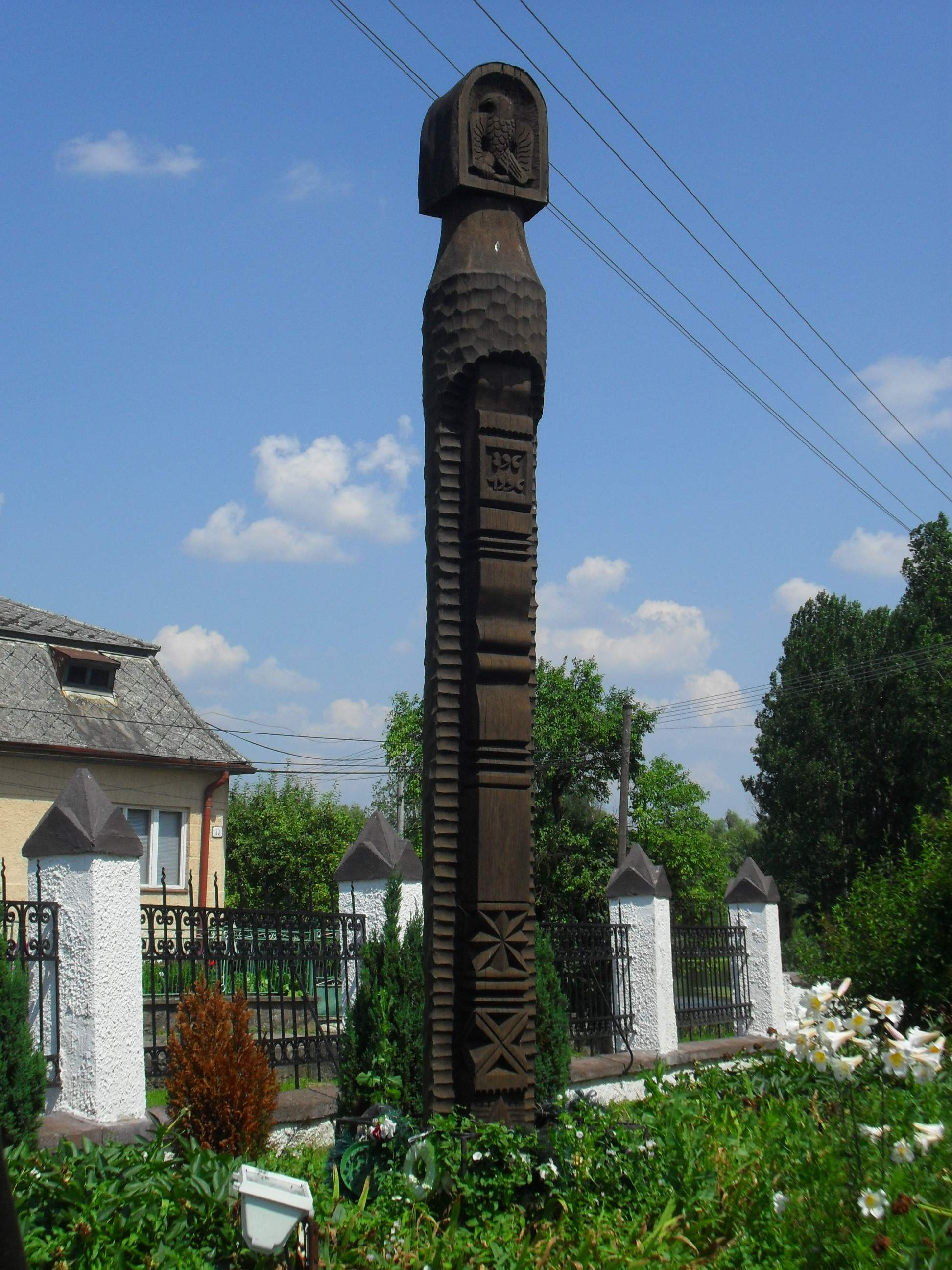
A második világháború áldozatainak emlékére állított kopjafa
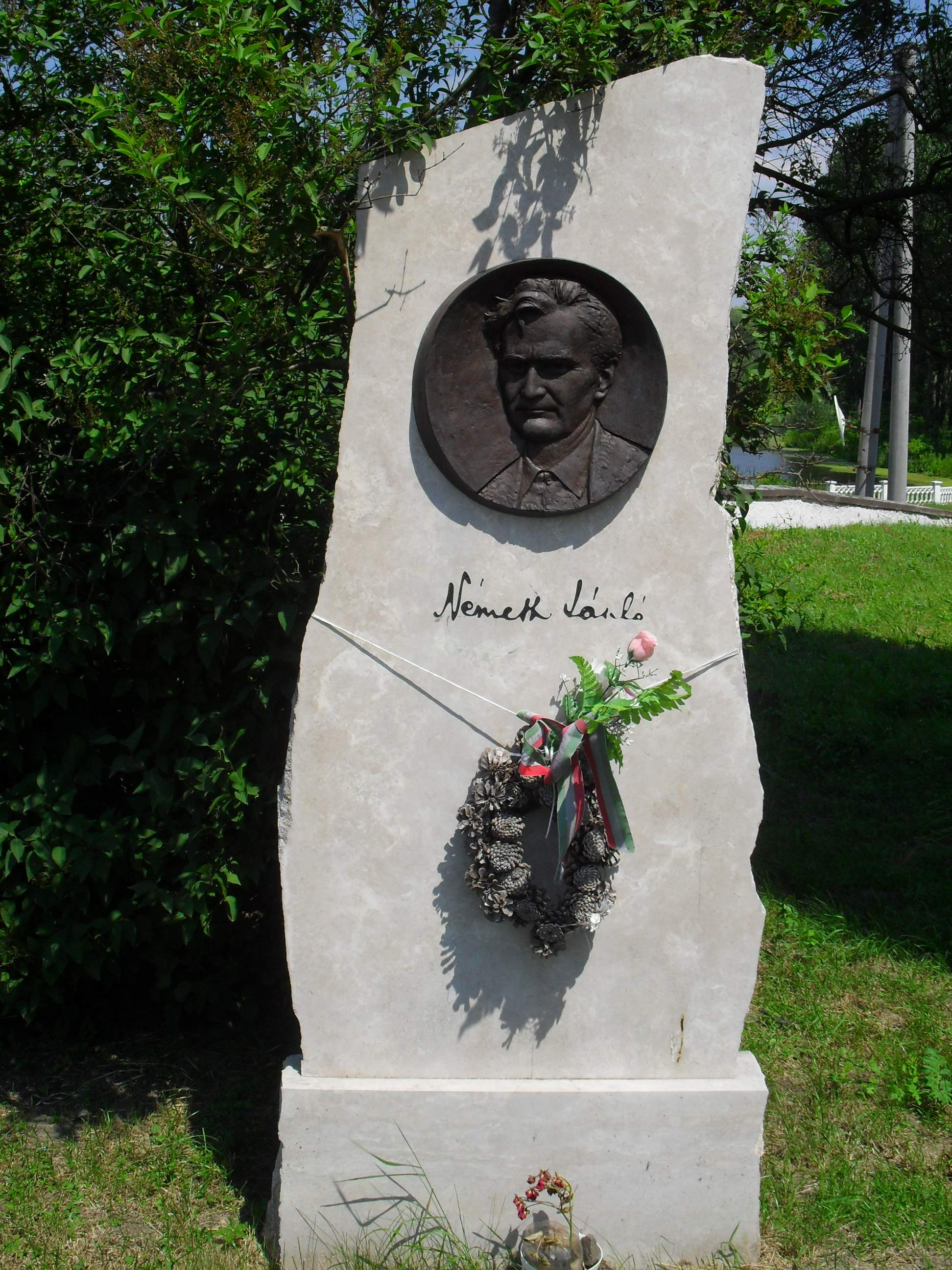
Németh László emlékműve a református templom udvarán
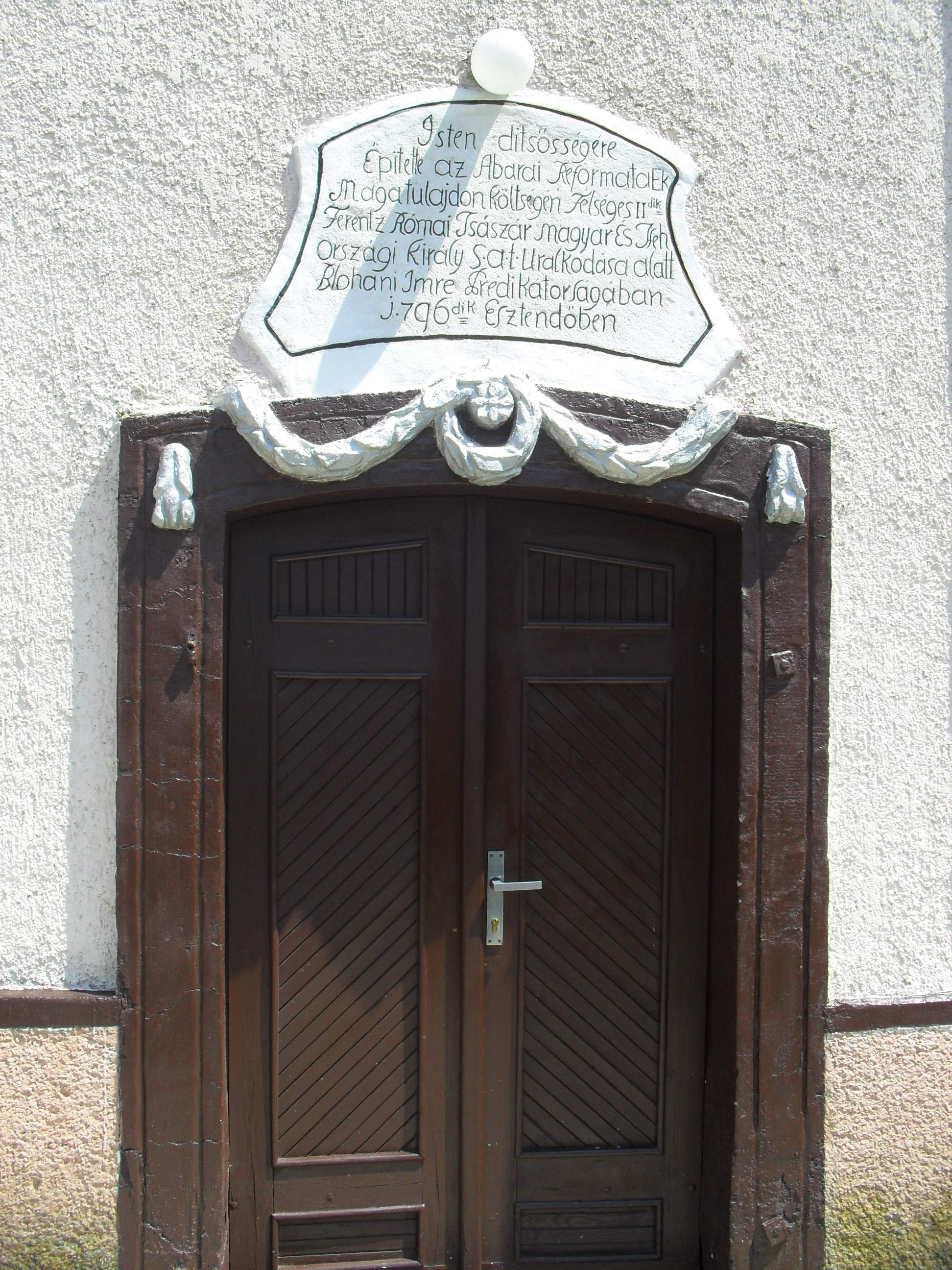
A református templom bejárata
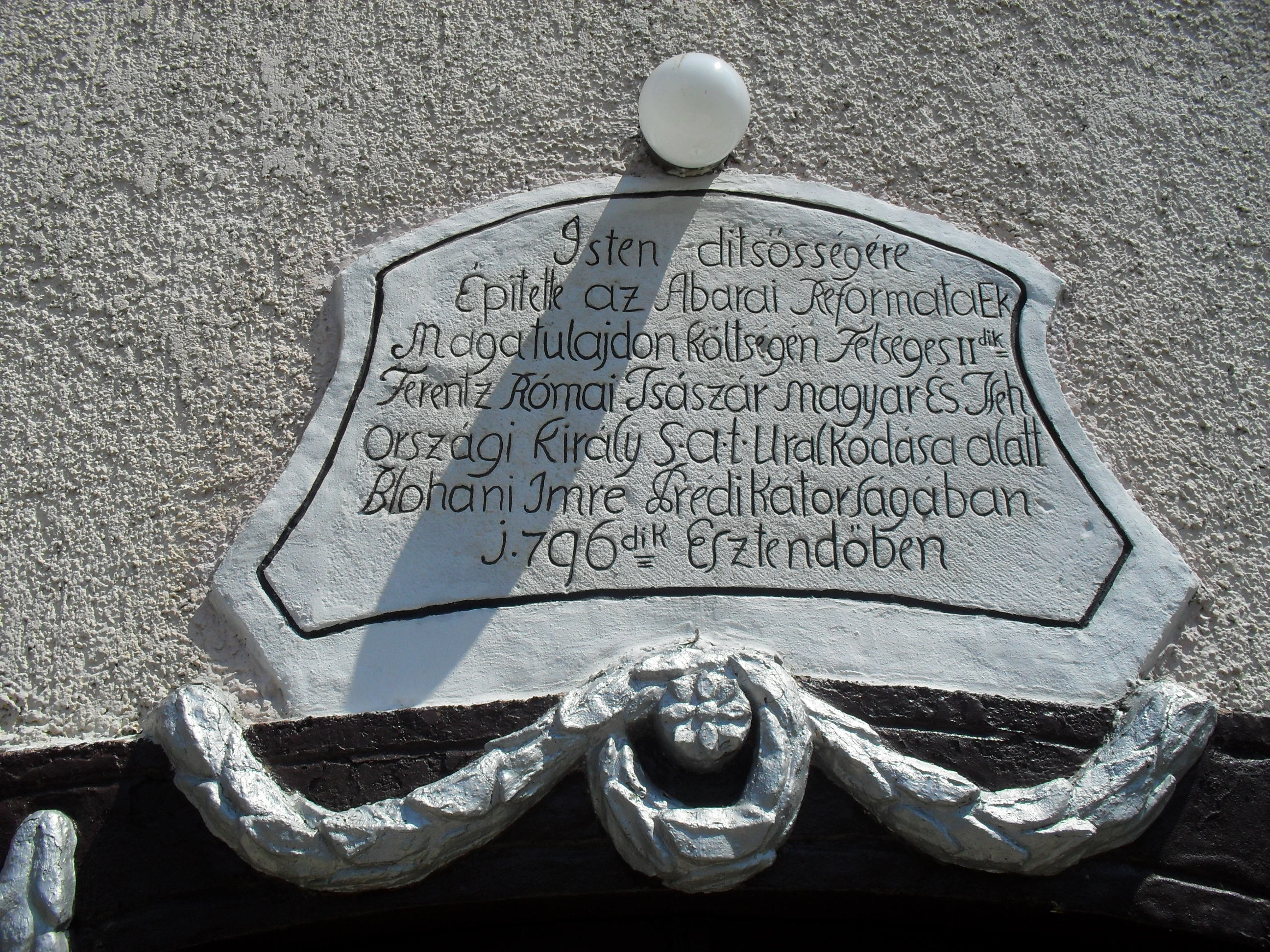
Emléktábla a református templom bejárata felett
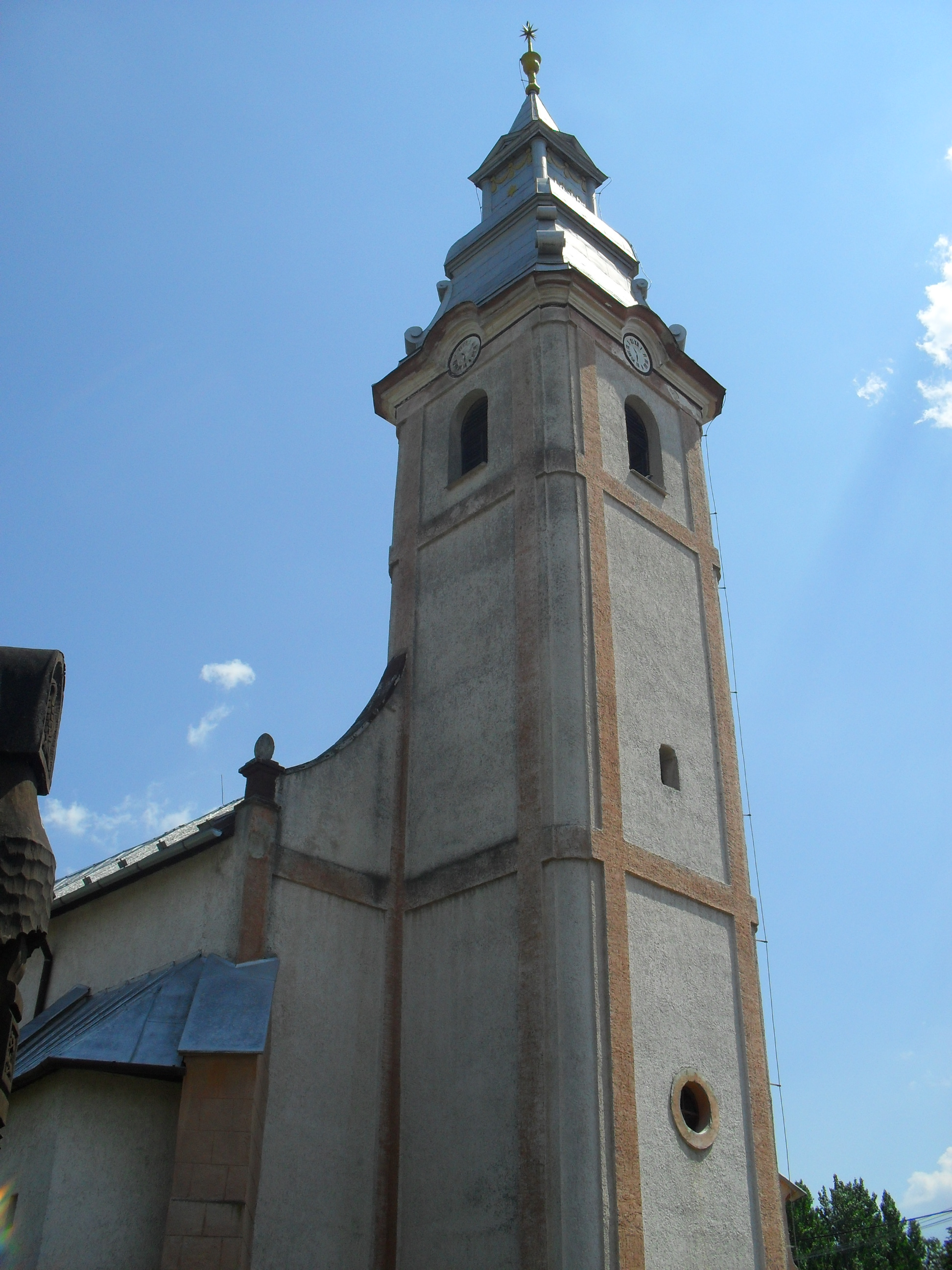
Református templom
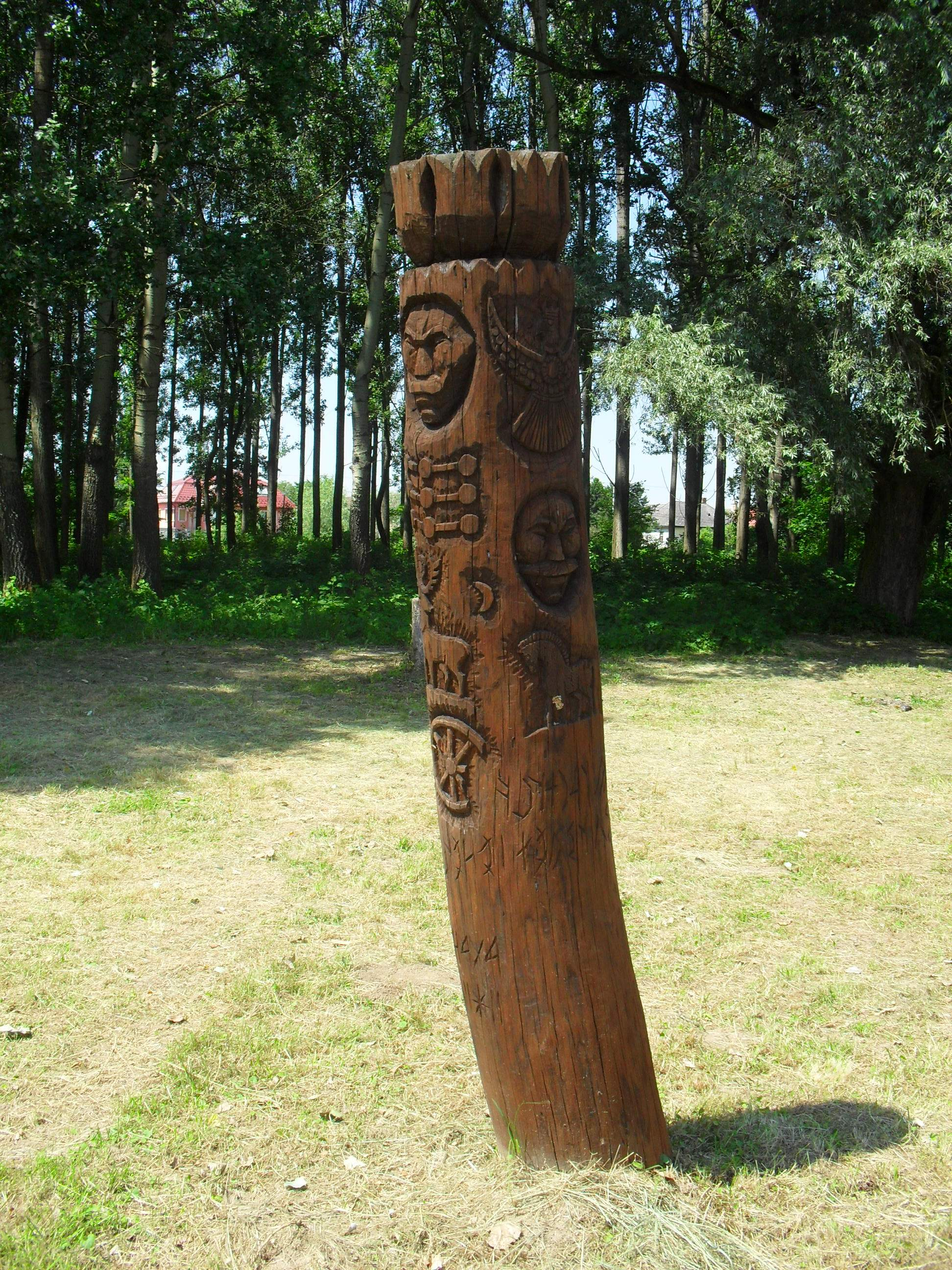
Faragott faszobor a községben
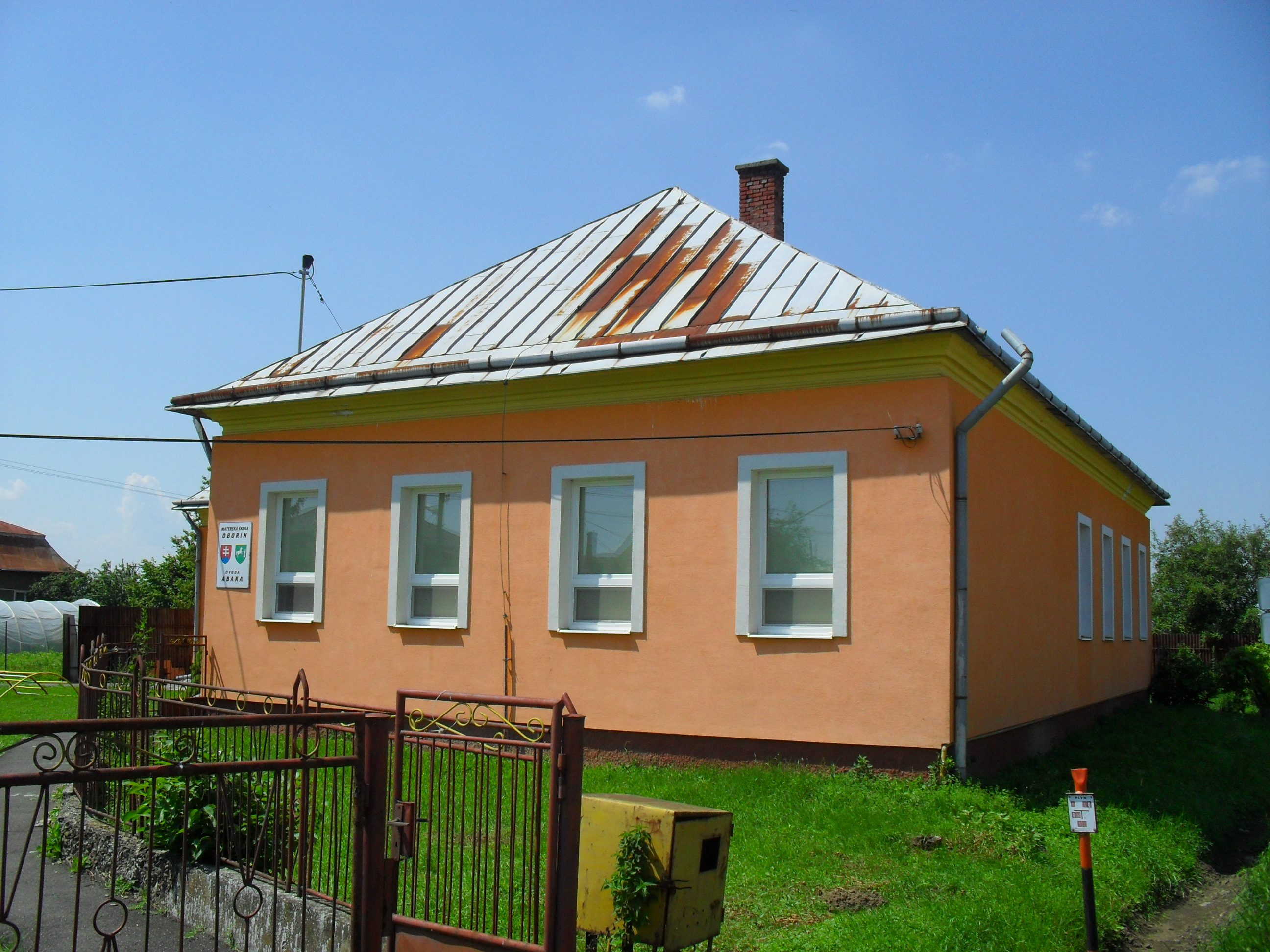
Óvoda
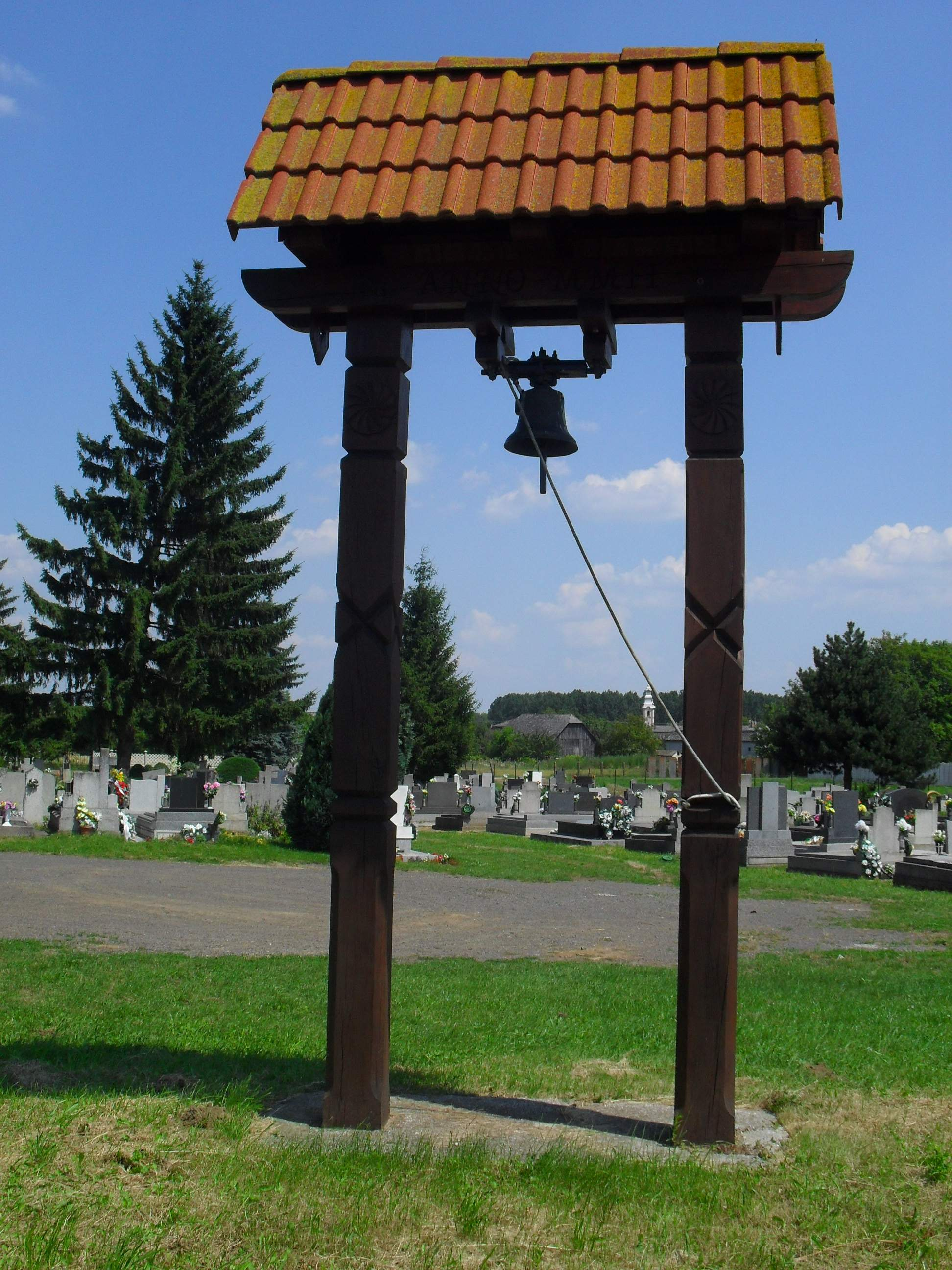
Fa harangláb a temetőben (2002)
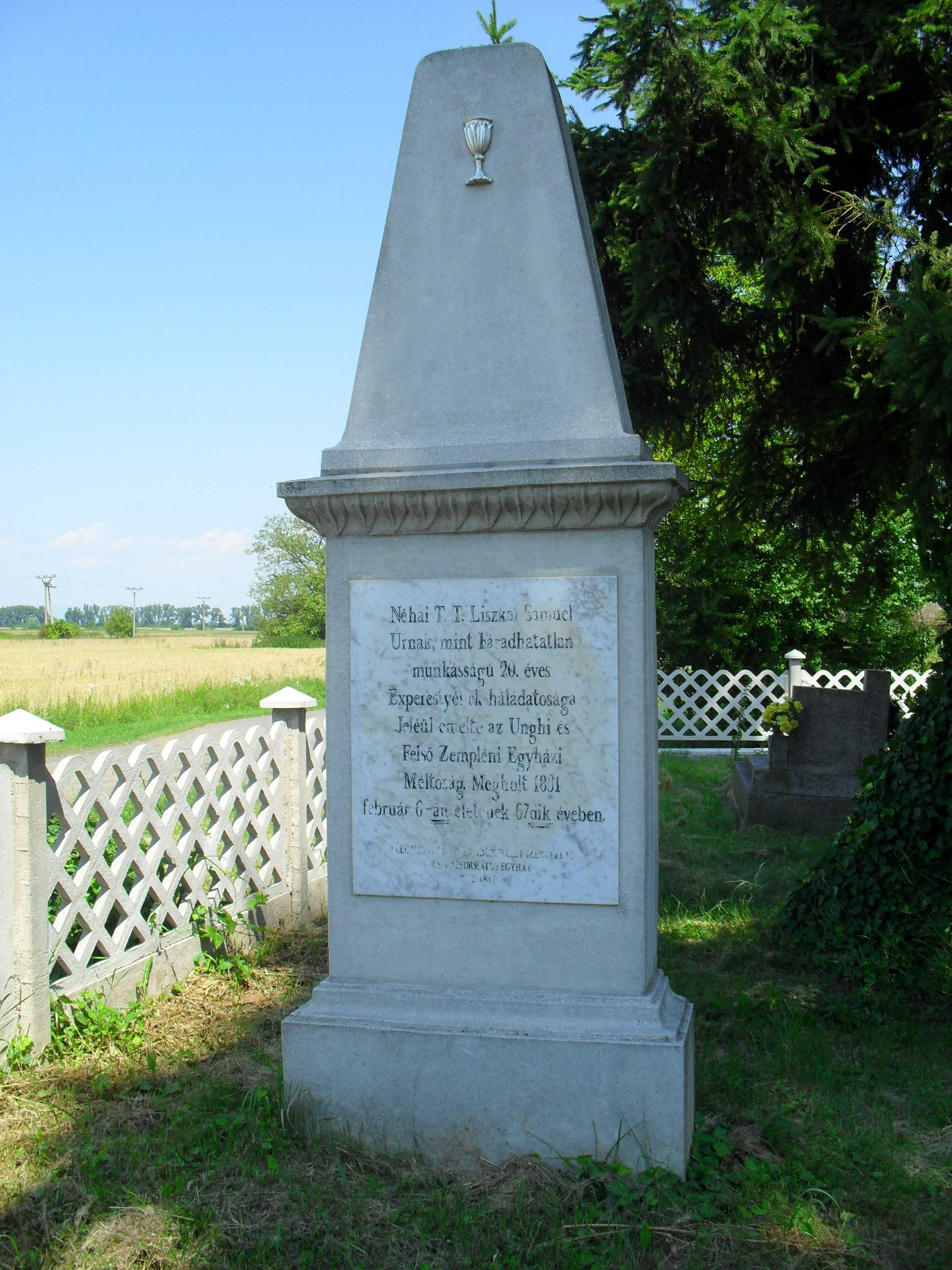
Liszkai Sámuel síremléke a temetőben
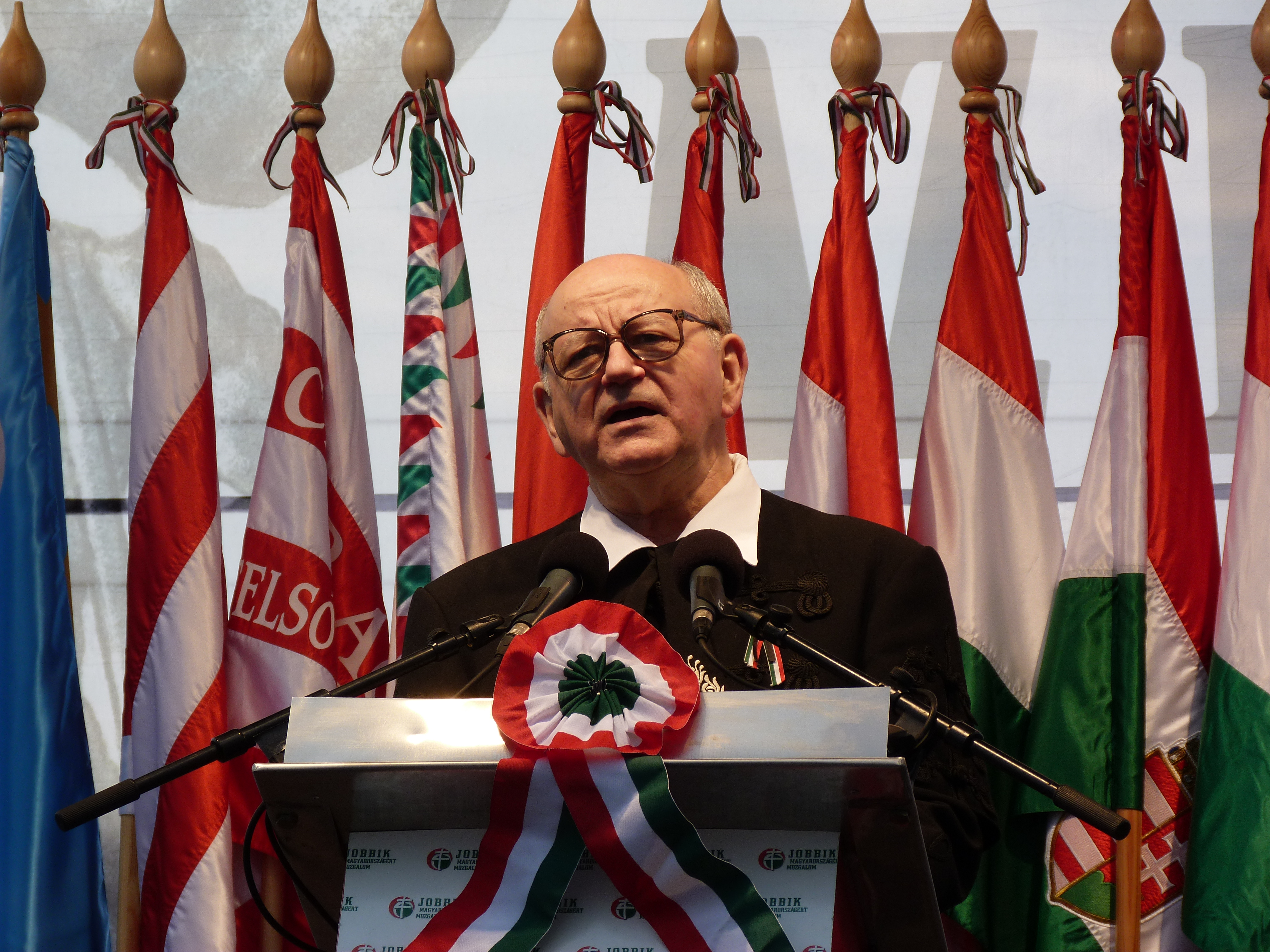

## Lásd még
- Mészpest